# Ford Explorer Sport Trac
Ford Explorer Sport Trac – samochód osobowy typu pickup klasy wyższej produkowany pod amerykańską marką Ford w latach 2000 – 2010.

## Pierwsza generacja

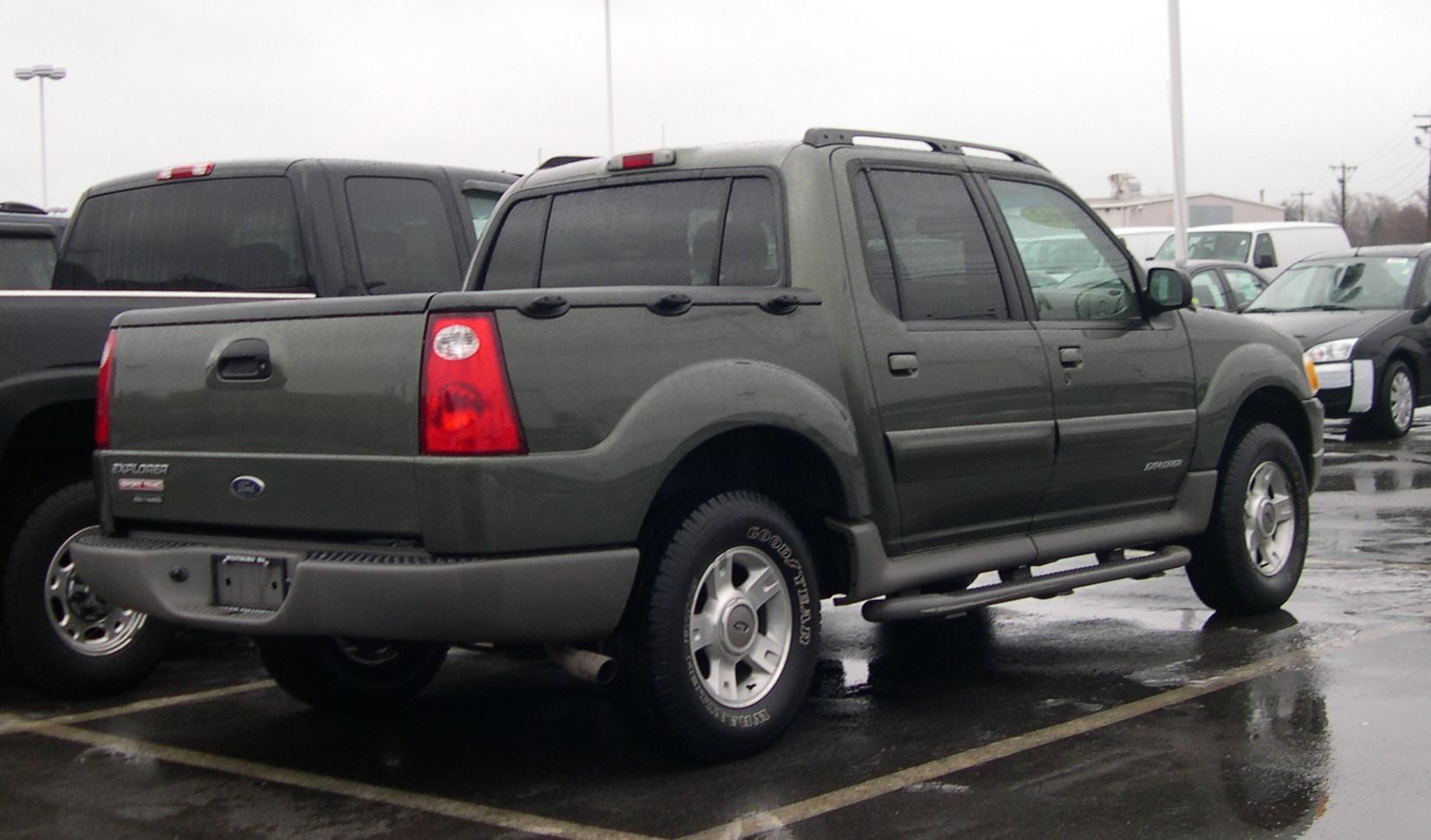
Ford Explorer Sport Trac I - tył

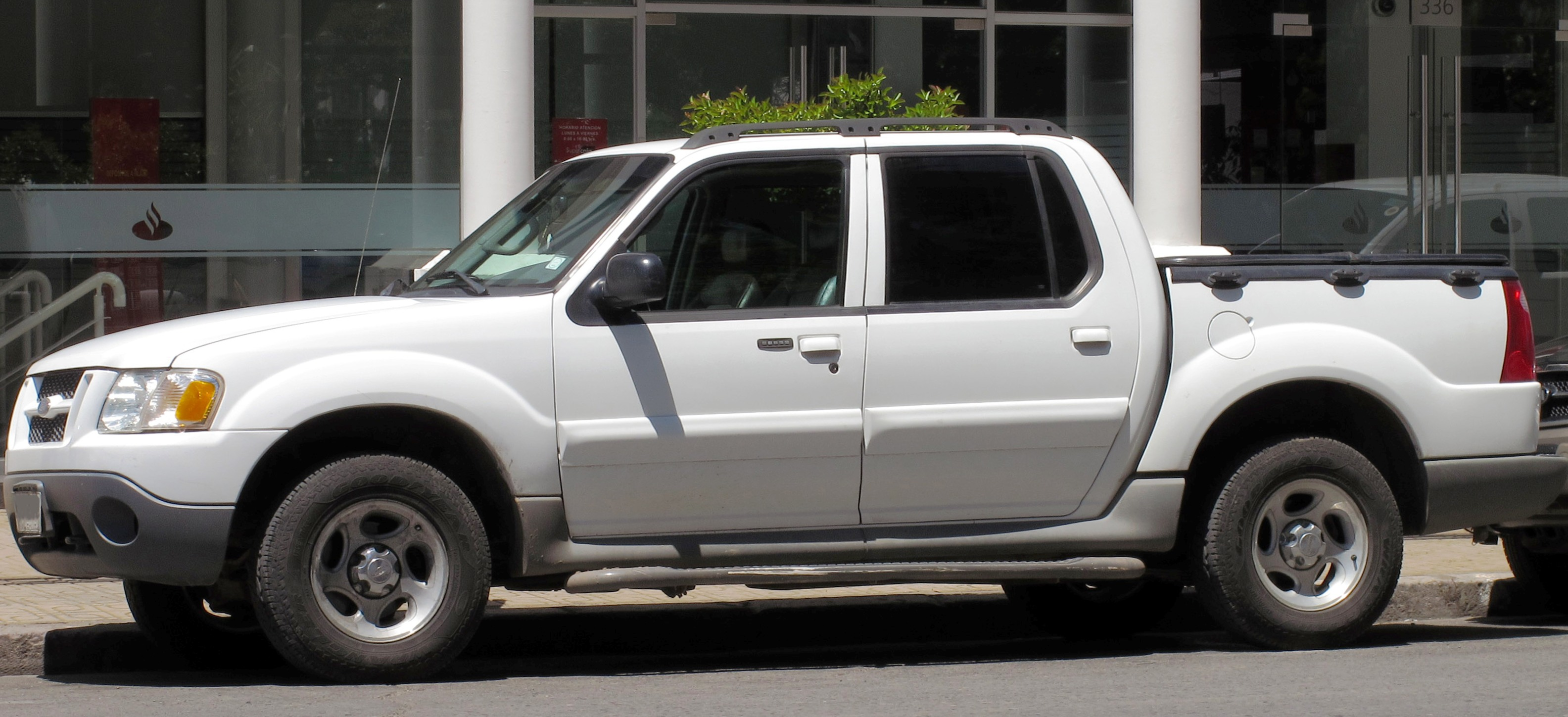
Ford Explorer Sport Trac I - sylwetka

Ford Explorer Sport Trac I został zaprezentowany po raz pierwszy w 2000 roku.
Pod koniec lat 90. XX wieku Ford podjął decyzję o opracowaniu czwartego pickupa w ofercie. Za bazę posłużyła wydłużona platforma z Forda Explorera drugiej generacji, na której zbudowano nowy model Explorer Sport Trac. Samochód uplasował się w ofercie powyżej modelu Ranger i zarazem poniżej dużych pickupów F-Series i Super Duty, jako najmniej użytkowy tego typu pojazd w gamie. 
Pierwsza generacja modelu Sport Trac wyróżniała się 4-drzwiowym nadwoziem i dwoma rzędami siedzeń, przy innej stylistyce niż w klasycznym Explorerze. Pas przedni, a także wygląd kabiny pasażerskiej samochód ten współdzielił z równolegle produkowanym modelem Explorer Sport.

### Wersje wyposażeniowe
- XLS
- XLT
- XLT Premium

### Silnik
- V6 4.0l SOHC

## Druga generacja

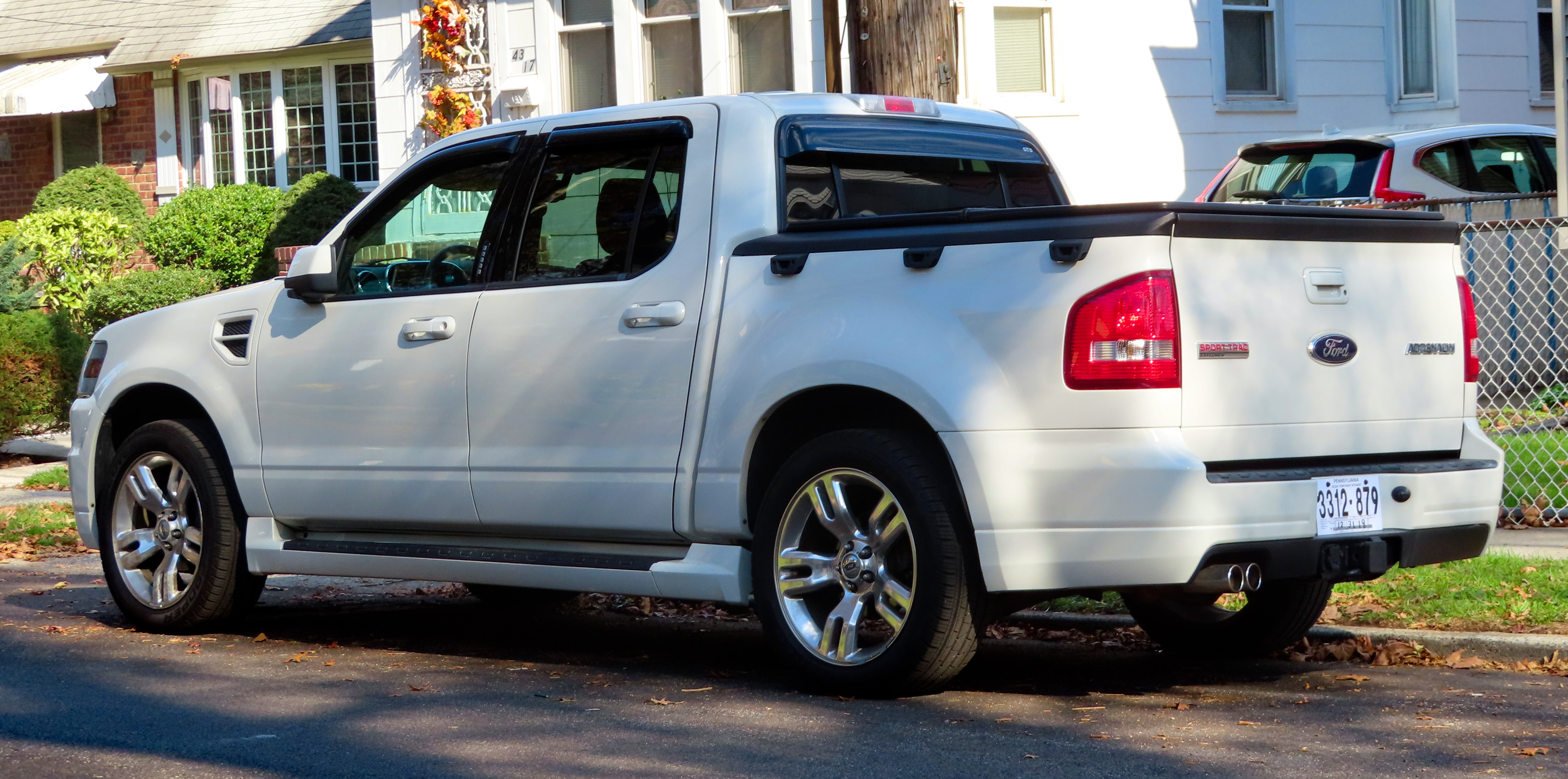
Ford Explorer Sport Trac II - tył

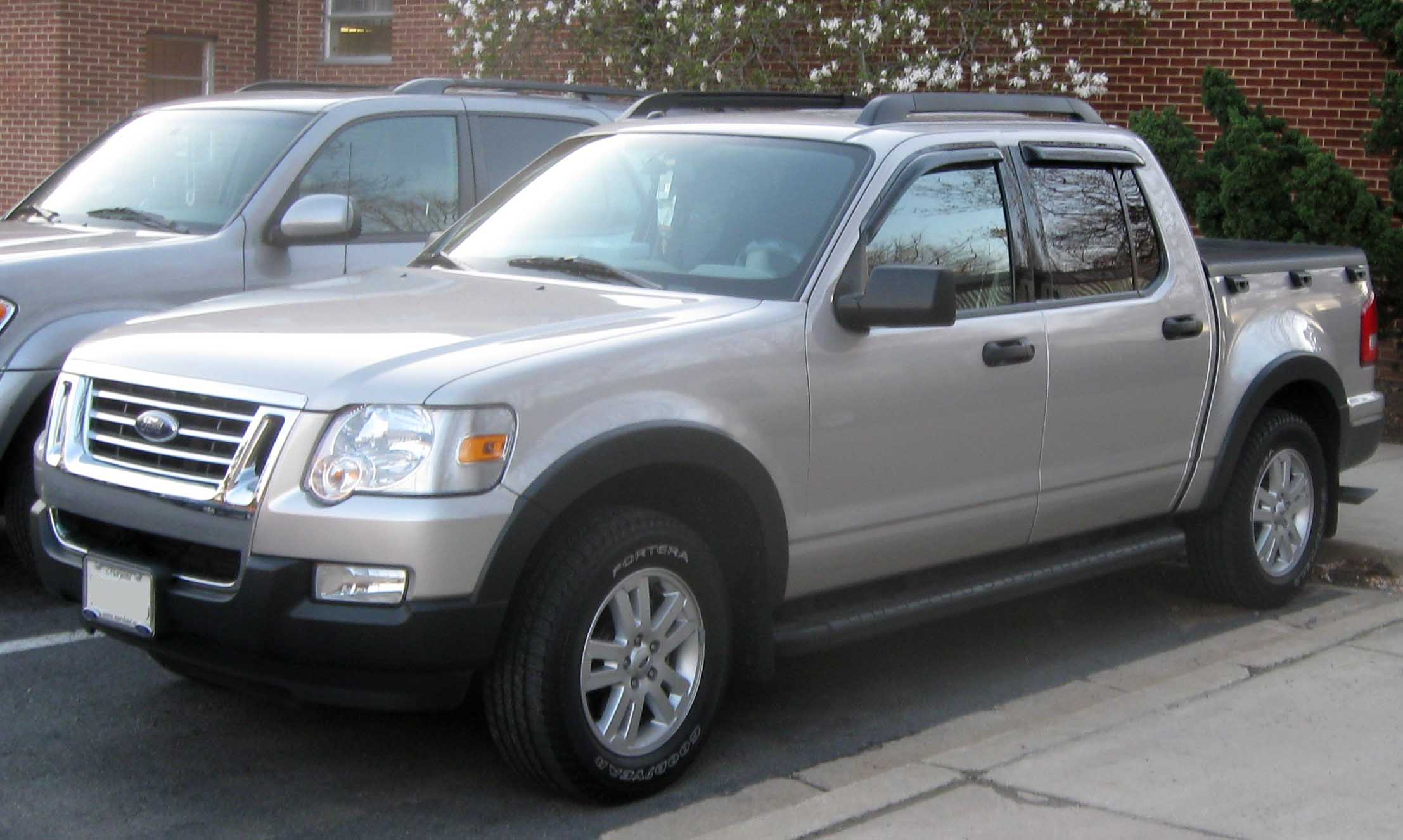
Ford Explorer Sport Trac II XLT

Ford Explorer Sport Trac II został zaprezentowany po raz pierwszy w 2006 roku.
Druga generacja Explorera Sport Trac w przeciwieństwie do poprzednika oparta została już na technologii równolegle debiutującego Explorera, będąc wobec niego bliźniaczą konstrukcją o takiej samej stylistyce nadwozia i kabiny pasażerskiej.
Pod kątem stylistycznym samochód zyskał bardziej muskularną, masywniejszą sylwetkę, a także nowy wygląd przedniej części nadwozia - identyczny co w Explorerze piątej generacji. Drugie wcielenie stało się dłuższe, szersze i obszerniejsze w środku. 
Poza bazowymi pierwszymi dwoma odmianami wyposażenia, które wyróżniały się chromowaną atrapą chłodnicy, ofertę w 2007 roku wzbogaciła także sportowa odmiana Adrenalin. Otrzymała ona inaczej wyglądający pas przedni, większe koła, nakładki i spojlery, a także mocniejszą jednostkę napędową.
W związku z malejącym popytem wynikającym wzrostem cen paliwa i zmianami upodobań amerykańskich konsumentów po kryzysie finansowym z 2008 roku, Ford podjął decyzję o wycofaniu Explorera Sport Trac z produkcji bez bezpośredniego następcy w 2010 roku.

### Wersje wyposażeniowe
- XLT
- Limited
- Adrenalin

### Silniki
- V6 4.0l Cologne
- V8 4.6l Modular